# Leymah Gbowee
Leymah Gwobee (n. 1972, Liberia) este o activistă socială și o militantă pentru drepturile omului din Liberia. În 2011 i s-a decernat Premiul Nobel pentru Pace  împreună cu Ellen Johnson Sirleaf (Liberia) și Tawakkul Karman (Yemen). 
Comitetul pentru decernarea Premiului Nobel pentru Pace a justificat decernarea premiului astfel: „[ea] a mobilizat și organizat femei din diferite grupuri etnice și religioase pentru a pune capăt lungului război din Liberia și pentru a asigura participarea femeilor la alegeri. De atunci a continuat să lucreze pentru sporirea influenței femeilor în Africa de Vest în timpul războiului și după război.”

## Biografie
Născută într-un sat din Liberia centrală, Leymah Gwobee s-a refugiat la vârsta de 17 ani la Monrovia, când a început Primul Război Civil Liberian (1989-1996).
Este lidera ONG-ului cu sediul în Ghana „Women Peace and Security Network” (WPSN).

## Premii și distincții
- 2007 Blue Ribbon for Peace din partea John F. Kennedy School of Government, Universitatea Harvard
- Women's eNews 2008 Leaders for the 21st Century Award[12]
- 2009 Premiul Gruber Prize pentru Drepturile Femeii
- 2009 Premiul John F. Kennedy Profile in Courage
- 2010 „Living Legends Award for Service to Humanity”[13]
- 2010 „John Jay Medal for Justice” din partea John Jay College of Criminal Justice[14]
- 2010 Premiul umanitar Joli din partea Riverdale Country School
- 2011 Premiul de pace Villanova din partea Universității Villanova
- 2011 Premiul Nobel pentru Pace